# Alfred-Maurice de Zayas
Alfred-Maurice de Zayas (født 31. maj 1947 på Cuba) er en amerikansk advokat og historiker, og en ledende ekspert på menneskerettigheder. Han er professor i international ret ved Geneva School of Diplomacy and International Relations, og har tidligere været advokat ved Sekretariatet for FN's højkommissær for menneskerettigheder, sekretær for FN's menneskerettighedsråd og Chief of Petitions. Han var advokat i det renommerede advokatfirma Simpson Thacher & Bartlett i New York fra 1970 to 1974.
Han har siden 2012 været FN's særlige rapportør for fremme af en demokratisk og retfærdig verdensorden, en post, der blev skabt gennem dekret 18/6 i FN's menneskerettighedsråd.